# 博斯科特雷卡塞
博斯科特雷卡塞（Boscotrecase） （義大利語發音：[bɔskotre(k)ˈkaːse, -aːze]]是拿坡里廣域市的市鎮，在義大利的坎帕尼亞地區，位於拿坡里東南約20公里處。總面積7平方公里，2009年人口10,651人，人口密度1,521.6人/平方公里。ISTAT代碼為063009。
博斯科特雷卡塞被許多人認為是度假勝地，坐落在維蘇威火山的南坡，是許多別墅和農舍的所在地。 其中一座别墅是奥古斯都皇帝的將軍兼左右手阿格里帕（Agrippa）與妻子朱莉婭所擁有的別墅，也被稱為阿格里帕·波斯杜姆斯別墅、皇家別墅和奧古斯塔別墅，公元79年維蘇威火山爆發將這棟別墅掩埋。該別墅以其古羅馬藝術作品而聞名，尤其是壁畫。維蘇威火山噴出的火山灰將這些壁畫保存下來，在1903年至1905年間被挖出。壁畫來自各種用於社交和做生意的臥室 （cubiculum），沿著別墅南面的走廊可俯瞰拿坡里灣。
出土的壁畫現由大都會藝術博物館和拿坡里國立考古博物館共享。

## 阿格里帕·波斯杜姆斯別墅歷史
普遍認為這座別墅建於西元前21年至16年之間，在挖掘別墅的過程中，發現了一塊刻有「Papillus Agrippae Tuberi Fabio consilibus」的屋瓦。因為這塊瓦片上刻著兩個名字「特伯羅尼斯」（Tuberones）和「法比烏斯」（Fabius），他們是西元前11年的執政官，因此西元前11年被普遍接受為臥室裝潢的日期。然而，有些問題圍繞著這些畫，是誰在阿格里帕（別墅的建造者和所有者，死於公元前12年，將別墅留給其幼子阿格里帕·波斯杜姆斯（Agrippa Postumus））過世後委託創作這些畫的？一些學者，如翁貝托·帕帕拉多 (Umberto Pappalardo) 認為，阿格里帕的年幼繼承者無法負起維護別墅的重任，因此朱莉婭在她丈夫去世後接管別墅。雕刻在柱軸上的題詞「Caesaris Augusti femina mater erat」暗指朱莉婭為別墅管理者。 許多貴族女性在拿坡里灣都擁有並管理別墅物業，因此朱莉婭在兒子還沒有成年時成為別墅的主人並不奇怪。茱莉婭經常被視為資助臥室繪畫的人，但埃爾弗里德·克瑙爾認為也有可能是阿格里帕在羅馬東部各省執政期間所委託的房間裝潢。
博斯科特雷卡塞別墅的控制權和所有權也經常與奧古斯都作聯系。奧古斯都在阿格里帕死後，成為許多阿格里帕財產的所有者，奧古斯都的遺囑也佐證了其擁有博斯科特雷卡塞別墅部分所有權的說法。奧古斯都在遺囑中提到，若死者的子女已成年，他會將從任何人手上獲得的任何遺產給他們，若未成年則會保留財產，直到其成年或成婚。阿格里帕·波斯杜姆斯對奧古斯都感到忿忿不平，因為作為阿格里帕的兒子和繼承人，奧古斯都卻未給予其應得的遺產，包括博斯科特雷卡塞別墅。
這棟別墅是由皇室傳承下來的。約翰·達姆斯（John D'Arms）認為提比略在阿格里帕死後成為了博斯科特雷卡塞別墅的主人。雖然塔西佗在其《編年史》中確實提到了提比略在一棟可以俯瞰懸崖的別墅中處理事務，但並未具體說明是哪棟別墅，因此達姆斯的論點有待商榷。然而，人們普遍認為最後一位別墅的所有者和管理者是克勞狄時期的自由民尤蒂厄斯（Euthyeus），因為在別墅的挖掘過程中發現了刻有「Tiberius Claudius Eutychi Caesaris Liberati」名字的青銅印。 

## 壁畫

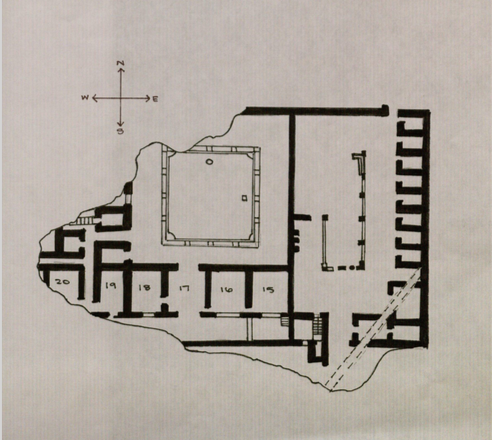
博斯科特雷卡塞別墅的平面圖，標記了壁畫最初所在的臥室。

房間的材料解釋了別墅建造和臥室裝潢在時間點上的間隔。牆壁由可溶的沙子和大理石粉石膏製成，這意味著在塗上最後一層石膏後，只要石膏稍微保持濕潤，隨時都可以在上面作畫。
現存的壁畫來自沿著別墅南邊走廊的四間臥室，這四間臥室圍繞著別墅的中央用於社交和商業活動的場所列柱中庭。 壁畫來自15號臥室、16號臥室和19號臥室，分別被稱為黑屋、紅屋和神話屋，名稱對應那些特定房間裡的畫作，20號臥室也挖掘出一些面板。

### 黑屋

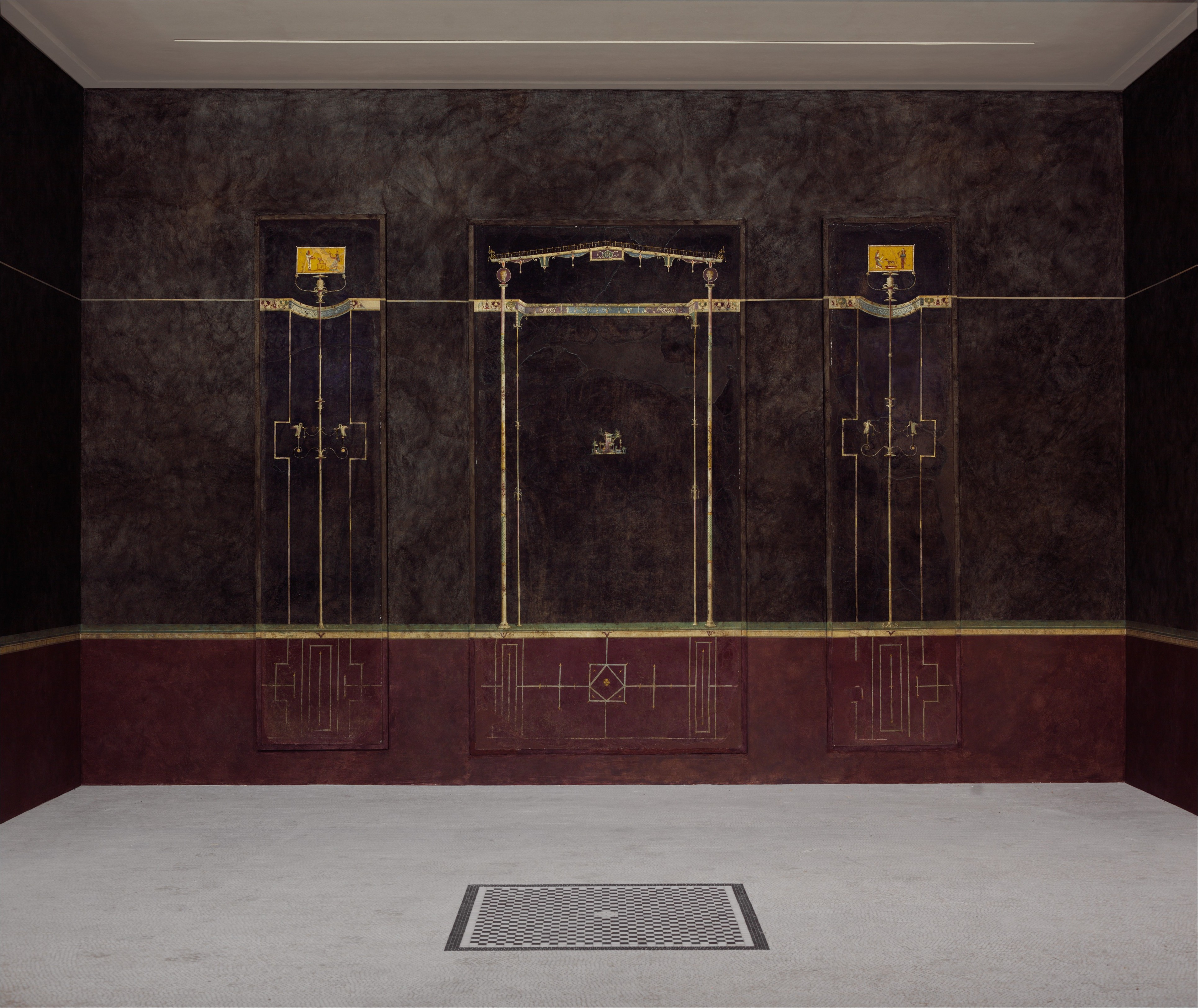
博斯科特雷卡塞別墅黑屋北牆上的壁畫，包括燭台和亭子，此圖呈現了地板外觀

位於走廊東端的15號臥室「黑屋」，在南牆有個出入口可以通往陽台賞海。 在門口對面的北牆上有壁畫，畫了以細柱支撐的亭樓結構。細柱頂端掛著圓形頭像，頭像所描繪的人可能是阿格里帕和另一位皇室男性成員，也可能是朱莉婭和莉薇婭。在亭樓的柱子之間描繪了一個漂浮的田園風景圖（sacro-idyllic landscape），畫中有座帶有門廊的小型建築，門廊上裝飾著花環、葡萄和圓盤飾（patera）。亭樓兩側有燭台。燭臺中央有兩隻喙銜著帶子的天鵝，象徵奧古斯都的守護神阿波羅，棲息在隆起的螺線上。燭臺的頂部都有一張黃色邊框的畫「皮纳克斯」（pinakes），描繪領袖崇拜的埃及神靈，如伊西斯以及鱷魚神索貝克、哈索或阿庇斯的象徵。右側燭台上的皮纳克斯表示一位統治者跪在地上，向阿努比斯的神殿遞上象徵和平橄的欖枝。 有些人認為，這些皮纳克斯表明，阿格里帕和朱莉婭打扮成埃及領袖和伊希斯的樣子。
東牆和西牆互為鏡像，飾有燭台、亭狀結構的「小神龕」（aedicula），以及小神龕中央的田園風景圖。東牆上的景觀包括支撐雕像的大門、裝飾有山羊頭的門廊、進入該地區的婦女和兒童以及牧羊人。西牆的風景畫與上述的北牆相似。
黑屋的地板是以黑白色的馬賽克地磚鋪成。 

### 紅屋

博斯科特雷卡塞別墅紅屋北牆的壁畫

紅屋是16號臥室，與東鄰的黑屋一樣，南邊有個通往別墅南邊陽台的通道。牆上同樣也裝飾著小神龕和田園風景畫。
北牆上畫了一座陵墓的大型田園風景壁畫，有個祭壇和一尊坐著的神像漂浮在白色背景上。 這神聖的景色佔據了佔據了中央小神龕的大部分面積，兩側有更多圖標化的柱和檐。 兩隻朱鷺棲息在中央小神龕的四角。 在北牆壁畫的上部，包括常春藤和夾竹桃灌木在內的各種植物從檐上的細軸長出，花燭台及其軸以有組織且對稱的曲線落下。壁畫的右上角和左上角包括兩個講台。 在黑色的護牆板（dado）上，有無花果位於田園風景畫底下。
在東牆和西牆的中央還有兩幅白色背景的大型田園景觀畫，周圍有圖標化的柱子。東牆的景觀畫包括一堵半圓形的牆，上面裝飾著雕像、花瓶、一棵樹，樹上有一個盾牌和一個圓錐，背景是建築群和懸崖，還有一個女祭司、牧羊人和旅行者。西牆的景觀畫則包含由四根柱子環繞（tetrastylon）的樹、柱子飾有山羊頭、噴泉、三個雕像，還有一座以岩石為背景的寺廟。

### 神話屋

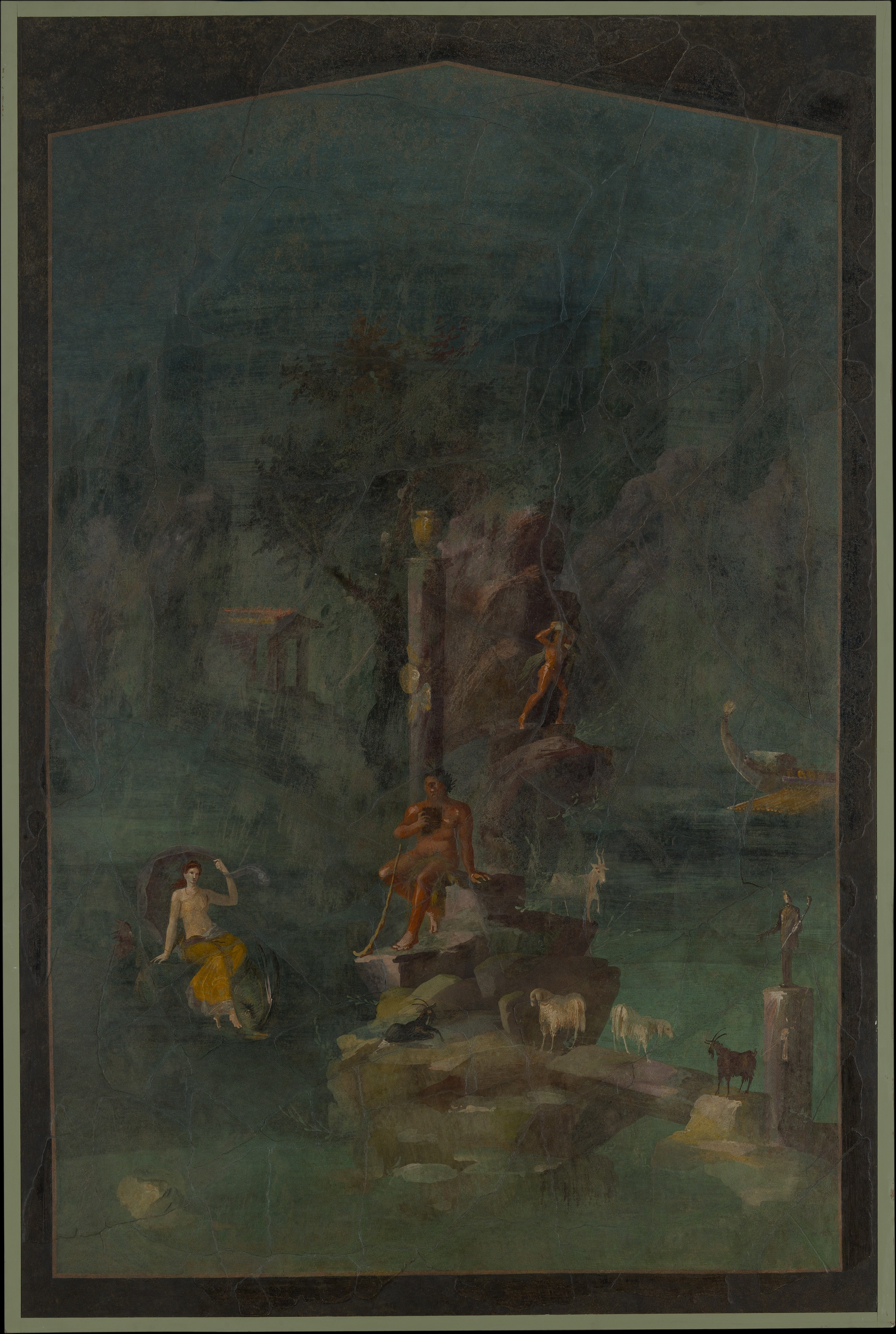
博斯科特雷卡塞別墅神話屋西牆上關於波利菲莫斯和水神卡拉蒂的繪畫

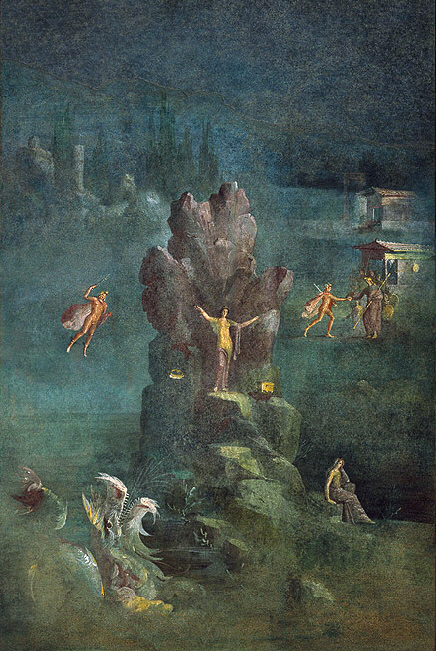
博斯科特雷卡塞別墅神話屋東牆上關於柏修斯和安朵美達的繪畫

在17號房間的西側，連接別墅中央的列柱中庭和南邊陽台的是19號臥室「神話屋」。這間房間現存兩幅神話場景，一幅是波利菲莫斯和卡拉蒂，另一幅是柏修斯和安朵美達，分別位於西牆和東牆的中央。這兩幅神話場景同時展示了每個故事的多個場景。在波利菲莫斯和卡拉蒂的場景中，在前景中波利菲莫斯從岩石上欣賞加拉提亞，同時照顧他的山羊，而在後景中，波利菲莫斯向奧德修斯的船投擲石塊。在柏修斯和安朵美達的場景中，柏修斯飛到安朵美達被鎖住的岩石上解救她，而在後景中，柏修斯向安朵美達的父親塞弗斯提親。
房間的其餘部分被漆成紅色，並以細長的燭台作裝飾。這些燭台中間有兩個塞壬，她們拿著旗子，與面板兩側的柱子相連。燭台上方是一個黃色的簷壁飾帶，包含埃及主題的圖像，包括神靈、獅鷲和喜劇面具，皆為以黑色為背景的小圖形。東西兩面牆上的神話圖兩側也有類似的裝飾面板。

### 20號臥室
這個房間只挖掘了一部分，留下了兩幅殘缺的燭台圖像。細長的燭台上有花環、花朵、樹枝和樹葉，以對稱的曲線和螺旋形的方式從中冒出。燭台坐落在黑色的牆裙上，牆裙上倖存下來的面板裝飾著一隻小鳥和一些漿果。

## 發現
這座大型別墅是在1903年修建環維蘇威鐵路時意外發現。  1903年至1905年，地主在義大利考古學家馬泰奧·德拉科爾特（Matteo Della Corte）的幫助下挖掘了這座別墅。 然而1906年4月維蘇威火山爆發，重新掩埋了別墅，對別墅的全面挖掘也因此中斷。

## 圖庫
- 皇家別墅的亞歷山大景觀
- 在一世紀末葉的奧古斯都時代，博斯科特雷卡塞皇家別墅「神話屋」中柏修斯和安朵美達的場景
- 皇家別墅的壁畫
- 柏修斯和安朵美達繪畫的交替視圖

## 外部連結
- 官方网站